# Hermann Fissbeck
Hermann Fissbeck (* 9. Juni 1902 in Malbergen; † 28. November 1974 in Hasbergen) war ein deutscher Politiker (SPD).
Fissbeck besuchte die Volksschule und begann im Anschluss eine Lehre zum Schlosser. Zwischen 1919 und 1926 war er als Schlosser in unterschiedlichen Unternehmen tätig. Von 1926 bis 1928 war er arbeitslos. Im Jahr 1928 wurde er als Werkzeugvorbereiter in den Osnabrücker Kupfer- und Drahtwerken eingestellt. 
Bereits seit 1919 war Fissbeck gewerkschaftlich organisiert und wurde 1920 zum Mitglied der SPD. Zwischen 1929 und 1933 war er Betriebsrat in Osnabrück. Nach Kriegsende wurde er erneut  kommissarischer Betriebsrat und trat im November 1945 zur Wahl zum 1. Vorsitzenden des Betriebsrates erfolgreich an. Im Dezember 1945 wurde er zum Mitglied des Kreistages für den Kreis Osnabrück-Land ernannt.
Fissbeck wurde Mitglied des ernannten Hannoverschen Landtages vom 23. August 1946 bis 29. Oktober 1946.